# Kirill Leonidowitsch Knjasew
Kirill Leonidowitsch Knjasew (russisch Кирилл Леонидович Князев; * 9. Juni 1983 in Ischewsk, Russische SFSR) ist ein russischer Eishockeyspieler, der seit Sommer 2016 erneut bei Ischstal Ischewsk in der Wysschaja Hockey-Liga unter Vertrag steht. 

## Karriere
Kirill Knjasew sammelte erste Erfahrungen im Eishockeysport bei seinem Heimatverein Ischstal Ischewsk und durchlief dort die Jugendabteilung. In der Saison 2002/03 absolvierte er seine ersten Einsätze für Ischstal Ischewsk in der Wysschaja Liga, die zweithöchste russische Spielklasse. In seiner Premierensaison gelangen dem Stürmer eine Ausbeute von 27 Scorerpunkten aus 52 Begegnungen und belegte in der mannschaftsinternen Rangliste den zweiten Platz. Auch in den folgenden beiden Spielzeiten war der Russe einer der Stammspieler und erreichte mit der Mannschaft zwei Mal die Playoffs, in denen Ischstal Ischewsk jeweils in der ersten Runde scheiterte. Knjasew, der zur Saison 2005/06 einen Kontrakt bei Salawat Julajew Ufa erhielt, wurde zunächst in deren zweiten Mannschaft mit Spielbetrieb in der drittklassigen Perwaja Liga eingesetzt. In derselben Spielzeit absolvierte der Angreifer zehn Partien für Salawat Julajew Ufa in der russischen Superliga und bestritt 24 Spiele für den HK Junost Minsk aus der belarussischen Extraliga, wobei Knjasew 18 Punkte für Minsk erzielte.

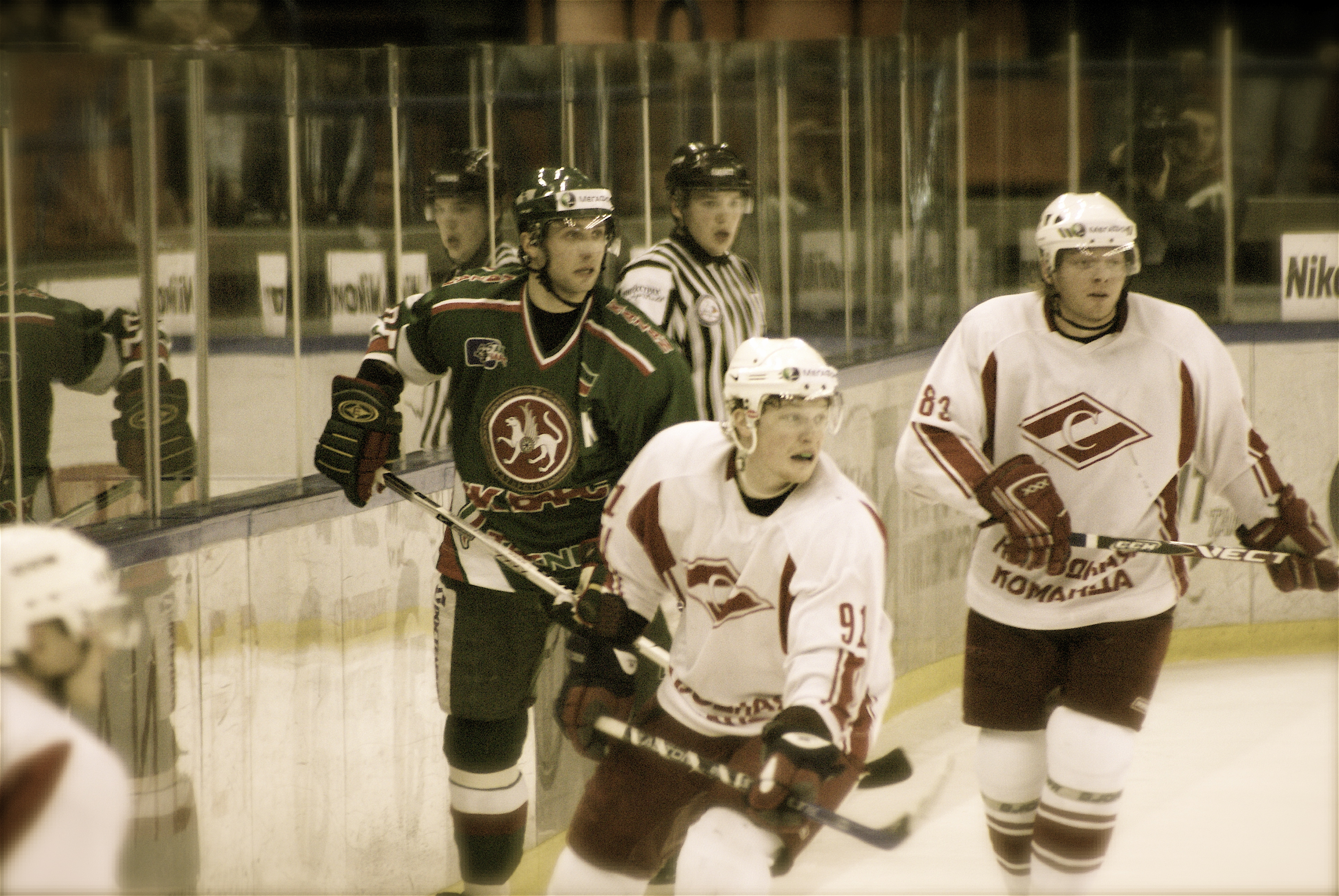
Kirill Knjasew (re.), Februar 2008

In der Saison 2006/07 stand der Stürmer bei Toros Neftekamsk in der Wysschaja Liga auf dem Eis. In 55 Begegnungen der regulären Saison erzielte der Russe 28 Tore und 17 Torvorlagen. Toros Neftekamsk verpasste den Einzug in die Endrunde und nach Saisonende entschied sich Knjasew den Verein zu verlassen. Zur Spielzeit 2007/08 nahm er ein Vertragsangebot des HK Spartak Moskau an. Nachdem er in seiner Debütsaison bereits regelmäßige Einsätze in der russischen Superliga erlangt hatte, gelang es ihm in der Folgezeit seine Punkteausbeute deutlich zu steigern. In seiner zweiten Saison mit dem HK Spartak Moskau in der Kontinentalen Hockey-Liga, die Spielzeit 2009/10, bekleidete er gemeinsam mit Branko Radivojevič das Amt des Assistenzkapitäns. Nachdem er auch in der Saison 2010/11 für Spartak Moskau aufgelaufen war, unterschrieb der Russe im Mai 2011 einen Zweijahresvertrag bei Ak Bars Kasan. Bereits im November 2011 wechselte er jedoch innerhalb der KHL zu Neftechimik Nischnekamsk.
In der Saison 2012/13 stand er beim HK Dynamo Moskau unter Vertrag und gewann mit diesem im April 2013 den Gagarin-Pokal, die Meisterschaftstrophäe der KHL. Anschließend wurde er vom HK Jugra Chanty-Mansijsk verpflichtet. Beim HK Jugra war er in der Saison 2013/14 Assistenzkapitän. In der folgenden Spielzeit wurde er nur noch sporadisch eingesetzt und im November 2014 entlassen. Wenige Tage später wurde er von Torpedo Nischni Nowgorod verpflichtet.

### International
Knjasew kam für die russische Nationalmannschaft lediglich im Rahmen der Euro Hockey Tour 2010/11 zum Einsatz. In den drei Spielen des Karjala Cups blieb er punktlos und erhielt vier Strafminuten.

## Erfolge und Auszeichnungen
- 2009 KHL-Stürmer des Monats September
- 2013 Gagarin-Pokal-Sieger mit dem HK Dynamo Moskau

## KHL-Statistik
(Stand: Ende der Saison 2013/14)